# Егоров, Павел Григорьевич (пианист)
Павел Григорьевич Его́ров (8 января 1948 — 15 августа 2017) — российский пианист, профессор Санкт-Петербургской консерватории им. Римского-Корсакова, музыкальный исследователь и научный редактор. Народный артист Российской Федерации (2007).

## Биография
Мать — Прасковья Егорова, участник ВОВ, играла на гармони.
Учился в школе-десятилетке при Ленинградской консерватории у Марины Вольф, окончил МГК имени П. И. Чайковского (1975), являлся учеником профессоров Татьяны Николаевой и Веры Горностаевой.
В 1974 году стал победителем Международного конкурса имени Шумана в Цвиккау (Германия).
С 1976 года жил и работал в Петербурге, в 1980 году окончил аспирантуру ЛГК имени Н. А. Римского-Корсакова.
Неоднократно входил в жюри различных пианистических конкурсов (имени Шумана в Цвиккау, юношеского конкурса имени Чайковского, «Виртуозы 2000», «Ступень к Парнасу» Международный музыкальный конкурс в Сингапуре и др.), а с 1989 возглавлял жюри ежегодного Международного конкурса фортепианных дуэтов «Брат и сестра» (Санкт-Петербург).
Как исследователь Егоров являлся научным редактором Полного собрания фортепианных сочинений Р. Шумана (в семи томах). В 1989 году был удостоен Международной премии Роберта Шумана, избран почётным членом Международного шумановского общества (Дюссельдорф). В 2001 году осуществил первое российское уртекстовое издание «Хорошо темперированного клавира» И. С. Баха. В 2001—2002 годах Егоров принял участие в цикле концертов «Круг жизни» в Большой хоральной Синагоге Петербургской еврейской общины. С 2002 года постоянно выступал с сольными концертами и мастер-классами в Канаде и США.
8 июня 2010 года на 200-летие Роберта Шумана организовал и провёл семичасовой концерт-марафон в Малом зале Филармонии Санкт-Петербурга, в котором участвовали Сергей Слонимский, Михаил Гантварг, Алексей Васильев, Борис Блох, Владимир Мищук, Юлия Стадлер, Ирина Рюмина и др.
Был членом Филармонического общества Санкт-Петербурга, и членом Российской академии естественных наук по Санкт-Петербургскому отделению образования и развития науки (2007). В 2003 году награждён нагрудным знаком «За заслуги перед польской культурой».

## Творчество
Павел Егоров ежегодно проводил мастер-классы «La scuola Russa» в Риме (Италия). Давал открытые уроки и мастер-классы в Германии, Голландии, Бельгии, Швеции и Тайване. Работал приглашенным профессором в Университетах Сеула и Тэгу (Республика Корея).
Огромный репертуар пианиста включал в себя музыку различных эпох и жанров. Его можно услышать в записях Егорова на CD (более 50 программ из произведений как сольных, так с оркестром и камерных Баха, Гайдна, Моцарта, Бетховена, Шуберта, Брамса, Шумана, Мендельсона, Клары Вик-Шуман, Шопена, Брукнера, Скрябина, Мусоргского, Чайковского, Рахманинова, Прокофьева, Свиридова. Слонимского) выполненных студиями «Мелодия», Sony, Columbia, Intermusica, Бомба-Питер и др.

## Смерть
Павел Егоров умер 15 августа 2017 года после продолжительной болезни. 19 августа он был похоронен на Волковском православном кладбище Санкт-Петербурга.

## Наиболее известные ученики
- Вадим Анцыгин
- Наталья Бабанова
- Дмитрий Ефимов, концертмейстер оперы Мариинского театра
- Алексей Глазков
- Инга Дзекцер
- Александра Житинская
- Мария Камшилина-Ларионова
- Никита Качаев
- Елена Лебедева
- Лилия Ляпина
- Сергей Пашкевич (лауреат 1 премии конкурса имени Листа в Утрехте)
- Юрий Полосьмаков (лауреат 1 премии конкурса имени Рахманинова)
- Ольга Радвилович (лауреат 1 премии конкурса имени Рубинштейна в Париже)
- Александр Селицер
- Игорь Старков
- Елена Серова (премия лучшего концертмейстера XVI. Международного конкурса им. П. И. Чайковского в номинации "Деревянные духовые инструменты")

## Награды
- заслуженный артист РСФСР (09.07.1987)
- народный артист Российской Федерации (27.06.2007)
- нагрудный знак «За заслуги перед польской культурой» (2003)

## Дискография
- 1976 — Ф. Шопен, 24 прелюдии op.28 («Мелодия», виниловая пластинка, СССР)
- 1981 — Р. Шуман, Карнавал, Лесные сцены («Мелодия», виниловая пластинка, СССР)
- 1981 — Р. Шуман, Танцы Давидсбюндлеров, Альбом для юношества («Мелодия», виниловая пластинка, СССР)
- 1988 — Роберт Шуман, Фантастические пьесы op.12, Соната № 2 соль минор op.22 («Мелодия», виниловая пластинка, СССР)
- 1987 — Золотая классика. Лучшие диски. Студия записи: Русский Компакт Диск. Роберт Шуман: Фантастические пьесы, соч. 12, Соната № 2 соч. 22

1. I. Вечером — 3:32
2. II. Порыв — 3:13
3. III. Отчего? — 2:03
4. IV. Причуды — 3:18
5. V. фантастическая пьеса, WoO 28 — 1:31
6. VI. Ночью — 3:53
7. VII. Сказка — 3:00
8. VIII. Бессвязные сновидения — 2:24
9. IX. Конец песни — 5:51.
10. Соната № 2 соль минор, соч. 22

- 1993 — Schumann, Abegg Variationen, Carnaval, Kinderszenen (Intermusic / Audiophile classics, CD, Belgium)
- 1993 — Bach, Keyboard concertos. Concerto for piano and orchestra in d minor, BWV 1052, Orchestra «Classical music studio» St.Petersburg, cond. Alexander Titov (Sony / Infinity Digital, CD, USA / Austria)
- 1993 — Mozart, Piano concertos. Piano concerto № 20 in d minor, K.466, Orchestra «New Philharmony», St.Petersburg, cond. Alexander Titov (Sony / Infinity Digital, CD, Austria)
- 1993 — Schumann, Carnaval, Scenes from Childhood, Arabeske (Sony / Infinity Digital, CD, USA)
- 1994 — Robert Schumann, Fantasiestücke op.12, Sinfonische Etüden op.13, Fantasiestücke WoO 28 (Intermusic / Audiophile classics, CD, Belgium)
- 1994 — Schumann, Kreisleriana, Symphonic Etudes (Sony / Infinity Digital, CD, Japan)
- 1994 — Schumann, Waldszenen op.82, Papillons, op.2 (Sony / Infinity Digital, CD, USA)
- 1994 — Skryabin, Etudes, Preludes, Poems (Intermusic / Audiophile classics, CD, Germany)
- 1994 / 2006 — Beethoven, Piano Sonata № 28 (Intermusic / Audiophile classics / Manchester files, Germany / St.Petersburg)
- 1995 — Rachmaninoff, Concerto for piano № 2 in c minor, op.18, «New classical orchestra», St.Petersburg, cond. Alexander Titov (Sony / Infinity Digital, CD, USA)
- 1998 — Брамс, Избранные фортепианные произведения, Баллада № 1 op.10, 2 рапсодии op.79, 3 интермеццо op.117 («Бомба-Питер», CD, Санкт-Петербург)
- 1997 — «Шуман. Карнавал, ор. 9. Детские сцены, ор. 15». (Sony)
- 1999 — Павел Егоров. Чайковский. Детский Альбом. Шуман. Альбом для юношества. (Бомба-Питер)
- 2002 — Schumann Recital: Kreisleriana, Fantasie (Harmony, CD, Japan)
- 2003 — Haydn, Liszt, Gluck-Sgambati (Arvelin international OY, Pavel Egorov, CD, St.Petersburg)
- 2004 — Robert Schumann, Kreisleriana, Fantasie (Pavel Egorov, CD, Canada)
- 2005 — Haydn, Bach, Schubert (Pavel Egorov, CD, St. Petersburg)
- 2005 — Chopin Recital: Grand Hall of St.Petersburg Philharmonic (Pavel Egorov, CD, St.Petersburg)
- 2007 — Павел Егоров. Шопен. 57 мазурок. (Бомба-Питер)
- 2007 — Павел Егоров. Альбом из серии «Выдающиеся музыканты Петербурга». Моцарт, Бетховен, Шопен, Скрябин. (Бомба-Питер) Код: 374648
- 2014 — Bach, Clavierwerke (Arvelin international OY, Pavel Egorov, CD, St.Petersburg)
- 2015 — Robert Schumann, Humoreske op.20, Albumblaetter op.124 (Pavel Egorov, CD, St.Petersburg)
- 2016 — Pavel Egorov, Petr Gaydukov — Lieder — Beethoven, Schumann (Pavel Egorov, CD, St.Petersburg)
- 2017 — Magic Piano World (Pavel Egorov, CD, St.Petersburg)
- 2017 — Mozart, Piano Concerto d-moll, K.466 (дир. Равиль Мартынов); Beethoven, Piano Concerto № 3 c-moll, op.37 (дир. Эдуард Серов), посв. Соломону Гершову (Pavel Egorov, CD, St.Petersburg)
- 2017 — Chamber Ensembles — duets, trio, quintets: Beethoven, Schumann, Brahms (Pavel Egorov, 2 CD, St.Petersburg)